# 聖克魯斯德約霍阿
聖克魯斯德約霍阿（西班牙語：Santa Cruz de Yojoa），是洪都拉斯的城鎮，位於該國西北部，由科爾特斯省負責管轄，始建於1864年，面積733.64平方公里，海拔高度486米，2001年人口61,461，人口密度每平方公里83.78人。
14°59′N 87°54′W / 14.983°N 87.900°W